# Oficial de chancelaria

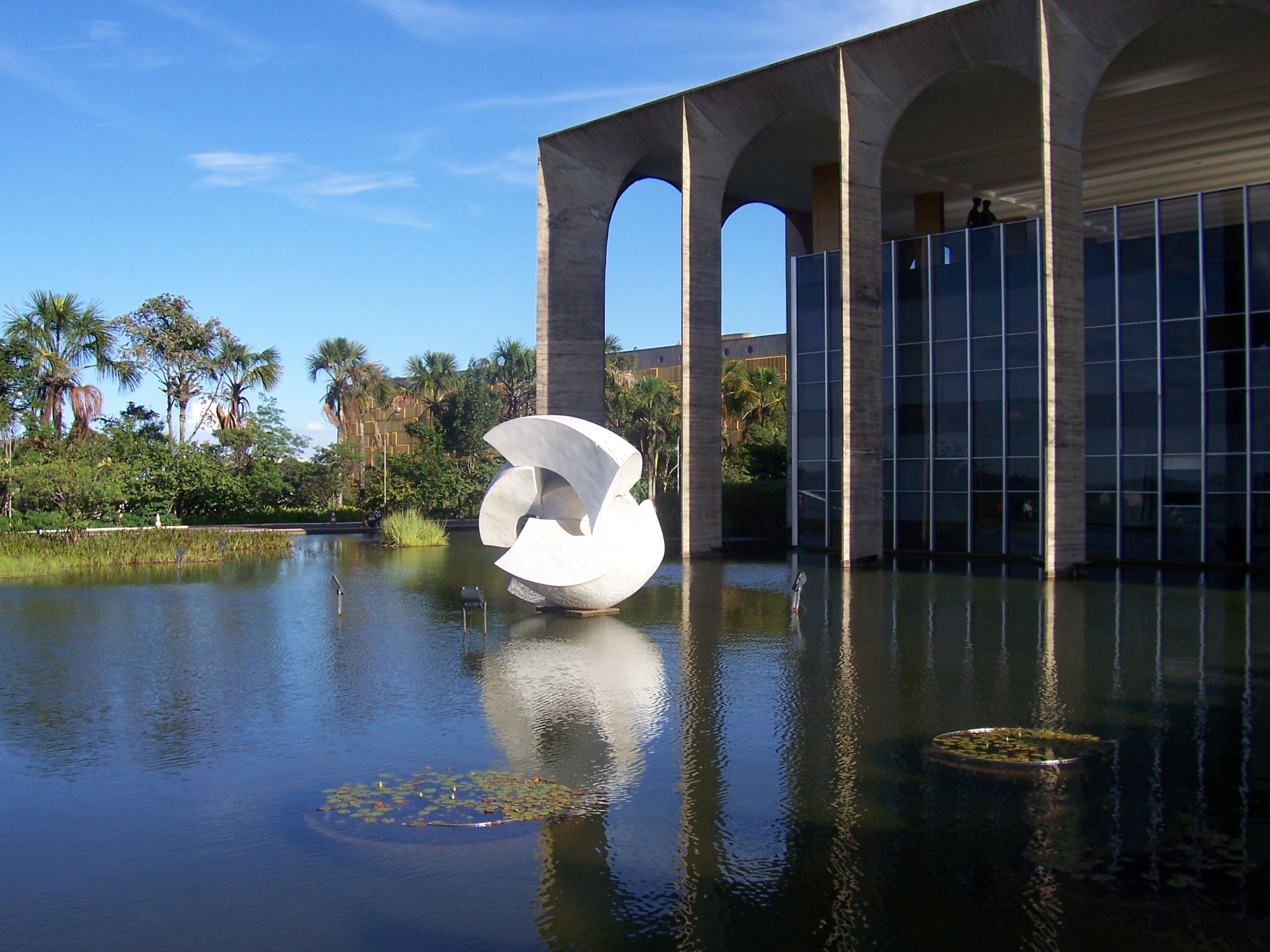
Palácio Itamaraty, sede do Ministério das Relações Exteriores do Brasil. Em primeiro plano, a Escultura Meteoro, desenhada por Bruno Giorgi.

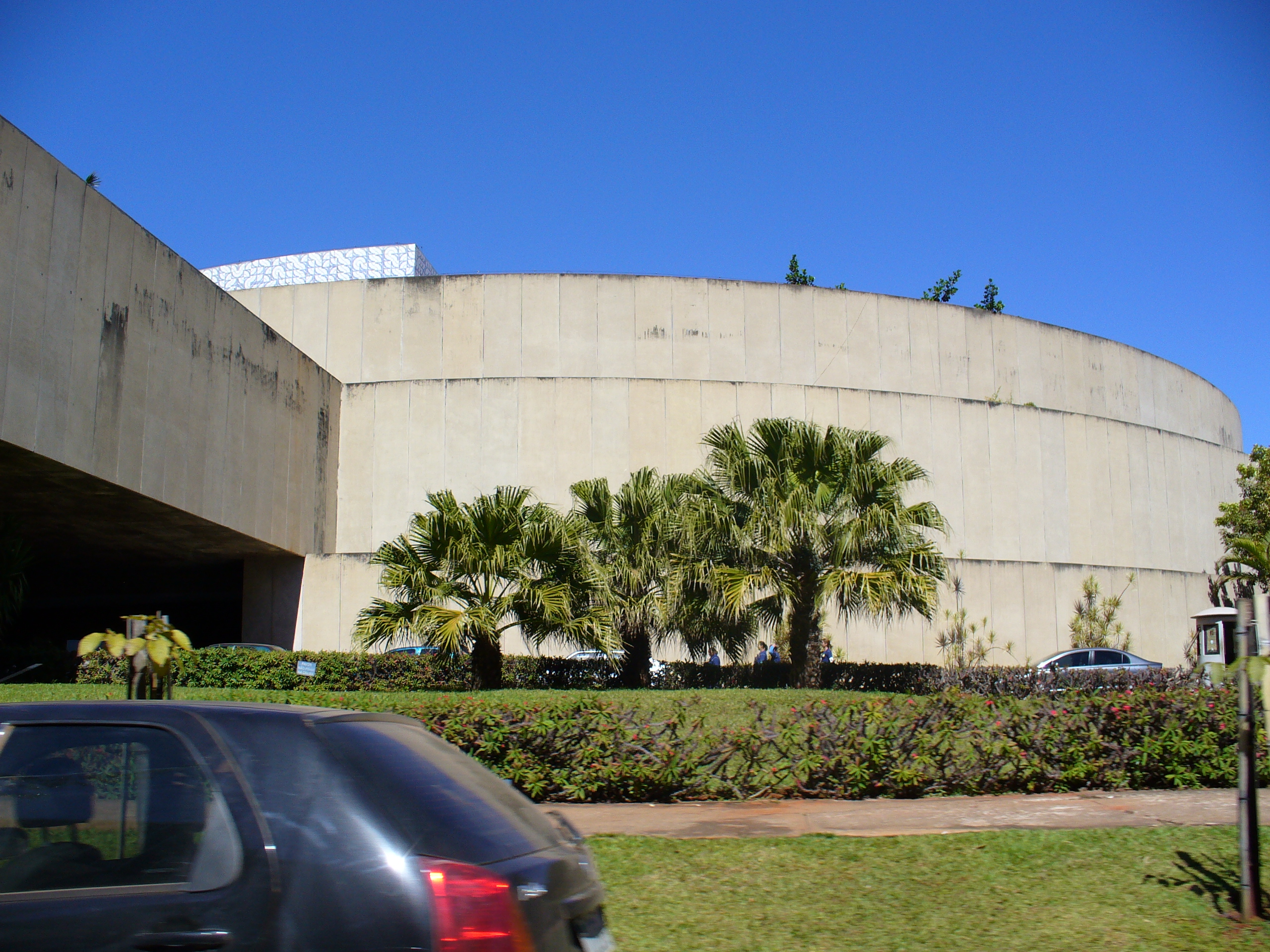
Anexo II da sede do Ministério das Relações Exteriores, conhecido popularmente como "Bolo de Noiva", onde muitos Oficiais de Chancelaria exercem as suas funções, quando em exercício em Brasília.

Oficial de chancelaria é a carreira típica e exclusiva de Estado responsável pela análise técnica e gestão administrativa necessárias ao desenvolvimento da política externa brasileira.
É uma das duas carreiras de nível superior do Ministério das Relações Exteriores do Brasil (MRE) e foi criada pela Lei nº 8.829, de 22 de dezembro de 1993, como parte integrante do Serviço Exterior Brasileiro.
O cargo de oficial de chancelaria, contudo, existe na estrutura do MRE desde a reforma promovida por Afonso Arinos de Melo Franco, quando foram criadas trezentas vagas por meio da Lei nº 3.917, de 14 de julho de 1961. Foi a primeira carreira do Serviço Exterior Brasileiro a exigir nível superior, ainda em 1993, além de duas línguas estrangeiras.

## Serviço Exterior Brasileiro
Segundo a Lei nº 11.440, de 29 de dezembro de 2006, o Serviço Exterior Brasileiro (SEB), essencial à execução da política exterior do Brasil, constitui-se do corpo de servidores, ocupantes de cargos de provimento efetivo, capacitados profissionalmente como agentes do Ministério das Relações Exteriores, no Brasil e no exterior, organizados em carreiras: de Diplomata e de Oficial de Chancelaria, ambas de nível superior; e de Assistente de Chancelaria, de nível médio.

## Atribuições do oficial de chancelaria

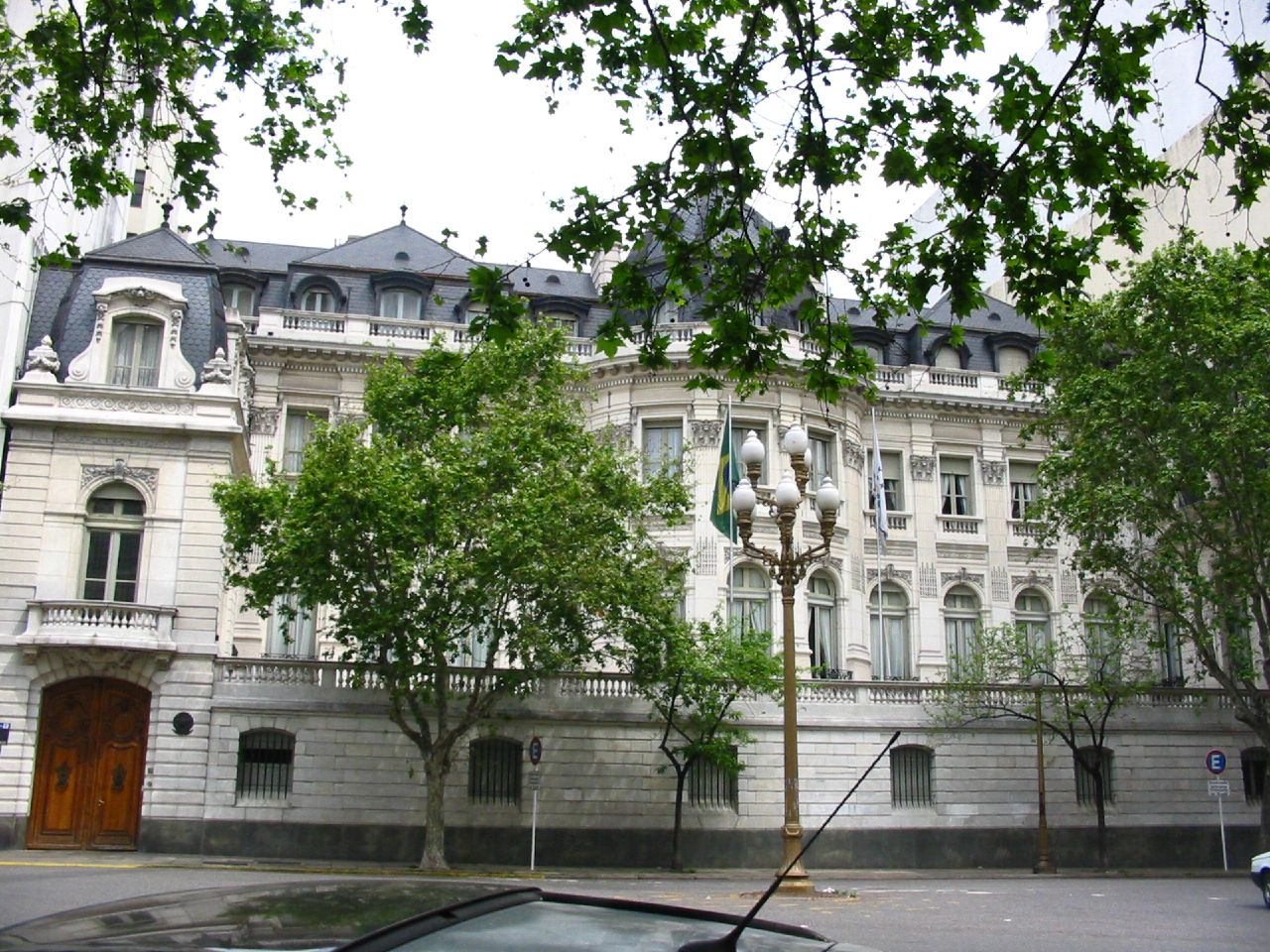
Sede da Embaixada do Brasil em Buenos Aires

Os servidores integrantes da carreira de Oficial de Chancelaria são analistas e gestores do Serviço Exterior Brasileiro, de nível superior, a quem incumbem, com exclusividade, "atividades de formulação, implementação e execução dos atos de análise técnica e gestão administrativa necessários ao desenvolvimento da política externa brasileira", nos termos do art. 4º da Lei nº 11.440/2006.
A carreira de Oficial de Chancelaria tem, assim, atribuições específicas e de competência privativa no Serviço Exterior Brasileiro, que não se confundem com aquelas das outras duas carreiras integrantes do Serviço Exterior Brasileiro, conforme expressamente dispõe a Lei nº 11.440/2006: aos servidores da carreira de Diplomata "incumbem atividades de natureza diplomática e consular, em seus aspectos específicos de representação, negociação, informação e proteção de interesses brasileiros no campo internacional" (art. 3º), enquanto aos servidores integrantes da carreira de Assistentes de Chancelaria, de nível médio, "incumbem tarefas de apoio técnico e administrativo" (art. 5º).
Como analistas e gestores do Serviço Exterior Brasileiro, as atribuições dos integrantes da carreira de Oficial de Chancelaria assemelham-se àquelas de outras carreiras específicas da Administração Pública Federal do Brasil, tais como as carreiras de Gestão Governamental (Analista de Finanças e Controle, Analista de Planejamento e Orçamento, Analista de Comércio Exterior e Especialista em Políticas Públicas e Gestão Governamental), de Especialista em Regulação, de Analista do Banco Central do Brasil, de Analista da Comissão de Valores Mobiliários, de Analista Técnico da Superintendência de Seguros Privados e de Oficial Técnico de Inteligência da Agência Brasileira de Inteligência, entre outras.

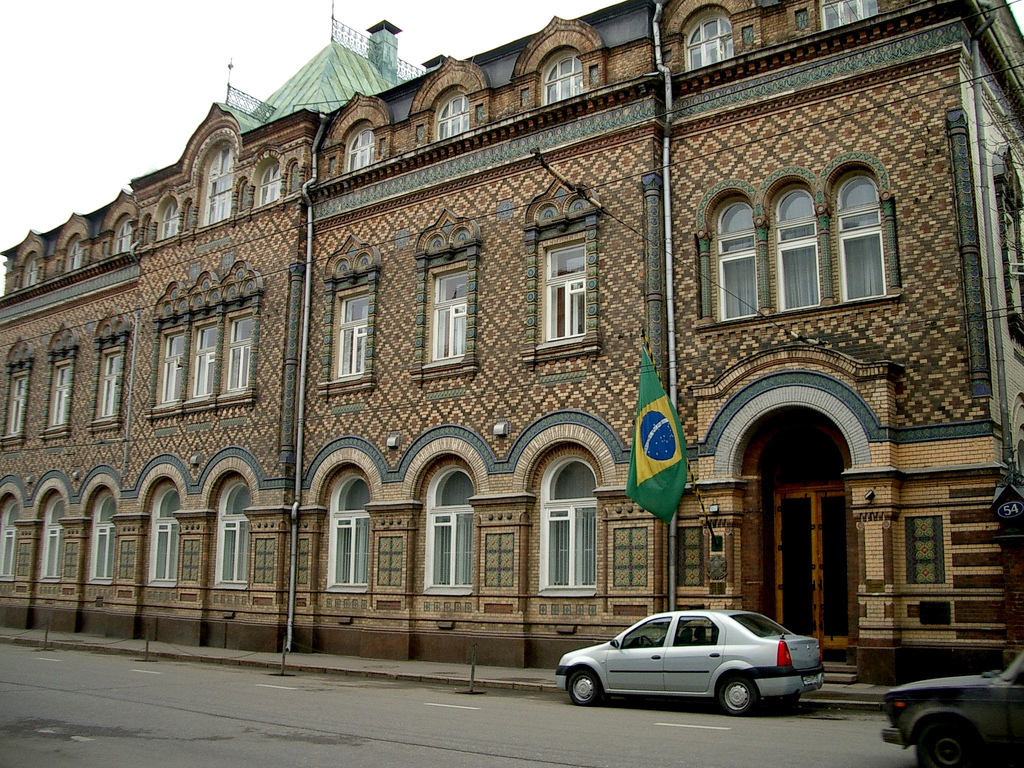
Sede da Embaixada do Brasil em Moscou

No desempenho de suas funções, o servidor integrante da carreira de oficial de chancelaria é responsável, no âmbito do Ministério das Relações Exteriores, pelo estrito cumprimento das normas e regulamentos aplicáveis à Administração Pública, como a Constituição Federal, a Lei de Licitações (Lei n. 8.666/1993), a Lei do Processo Administrativo Federal (Lei n. 9.784/1999), entre outros, e daqueles aplicáveis ao Ministério das Relações Exteriores e suas repartições no Brasil e no Exterior, especialmente o Manual do Serviço Consular e Jurídico, o Guia de Administração dos Postos, além de outras normas técnicas internas, como Portarias, Circulares e demais atos normativos e regulamentares.
Por ser carreira pluridisciplinar, formada por profissionais com perfil generalista, multicultural e de alta qualificação técnica, o oficial de chancelaria tem a oportunidade de praticar suas habilidades trazidas de experiências profissionais anteriores, quaisquer que sejam, desde direito, contabilidade e administração até jornalismo, entre outras, além de suas habilidades linguísticas, em razão da flexibilidade da carreira, que possibilita o desempenho das mais diversas funções, no Brasil ou no exterior.
Quando em exercício na Secretaria de Estado das Relações Exteriores, ou seja, na sede do Ministério das Relações Exteriores, em Brasília, o oficial de chancelaria pode ser lotado em quaisquer dos seus órgãos. É possível, também, a lotação nos Escritórios de Representação do Ministério das Relações Exteriores nas capitais de alguns estados brasileiros.
Quando em exercício nas repartições no exterior, é frequente que o oficial de chancelaria seja designado para funções com grande sensibilidade política e necessidade de manutenção de sigilo, como a função de vice-cônsul e/ou a chefia de setores como administração, contabilidade, comunicações, processamento de informação comercial ou consular.
| Setor                                                                                             | Descrição |
| ------------------------------------------------------------------------------------------------- | --- |
| Administração                                                                                     | A esse setor competirão, entre outras, as tarefas relativas à administração patrimonial, inventário, compras, obras, manutenção de equipamentos e contratos de prestação de serviços e de admissão e dispensa de Auxiliares Locais. |
| Contabilidade                                                                                     | A cargo de todos os atos relacionados ao processo de recebimento e desembolso de dotações e de prestação de contas, bem como a execução do Programa ADMP [Administração de Postos, que está sendo paulatinamente substituído pelo Sistema Integrado de Administração Financeira (SIAFI)] |
| Comunicações                                                                                      | A cargo de todas as tarefas relacionadas à entrada, registro, distribuição e saída de expedientes, inclusive o processamento das comunicações com a SERE [Secretaria de Estado das Relações Exteriores], assim como a manutenção dos arquivos do posto. |
| Processamento de Informação Comercial                                                             | A cargo de tarefas administrativas relativas ao processamento de informações afetas atividades na área de promoção comercial. |
| Consular                                                                                          | A cargo de tarefas administrativas relativas à prestação de assistência a brasileiros no exterior e emissão de documentos consulares. Nos Consulados-Gerais, Consulados e Embaixadas com expressivo volume de trabalho consular, o Setor Consular poderá ser compartimentado em: a) Setor de Assistência a Nacionais; b) Setor de Vistos; c) Setor de Passaportes; d) Setor de Atos Notariais. |
| Fonte: Portaria do Ministro de Estado, interino, das Relações Exteriores, de 15 de agosto de 2005 | |

É possível que oficial de chancelaria ocupe a encarregatura e até mesmo a chefia de postos no exterior. Todavia, ao contrário dos servidores integrantes da carreira de diplomata, o oficial de chancelaria, mesmo quando em exercício de cargo comissionado, como vice-cônsul e/ou em funções de chefia nos postos no exterior, não recebe, ordinariamente, remuneração diferenciada. Em razão disso, por ocasião da tramitação legislativa da Medida Provisória n. 441/2008, foi apresentada Emenda Aditiva visando aplicar a referida regra aos oficiais de chancelaria, cuja justificativa afirmava que "esse fato injusto cria uma discriminação entre as carreiras do Serviço Exterior Brasileiro" e que "a aplicação do comissionamento proposto possibilitará ao país representação mais especializada nos setores de gestão dos postos, serviços de melhor qualidade aos brasileiros no exterior, e fará justiça aos servidores que desempenham funções adicionais de responsabilidade, com devida contraprestação". Contudo, tal Emenda não foi contemplada na redação final da Lei n. 11.907/2009, que resultou da conversão da referida Medida Provisória.

## Carreira típica de Estado

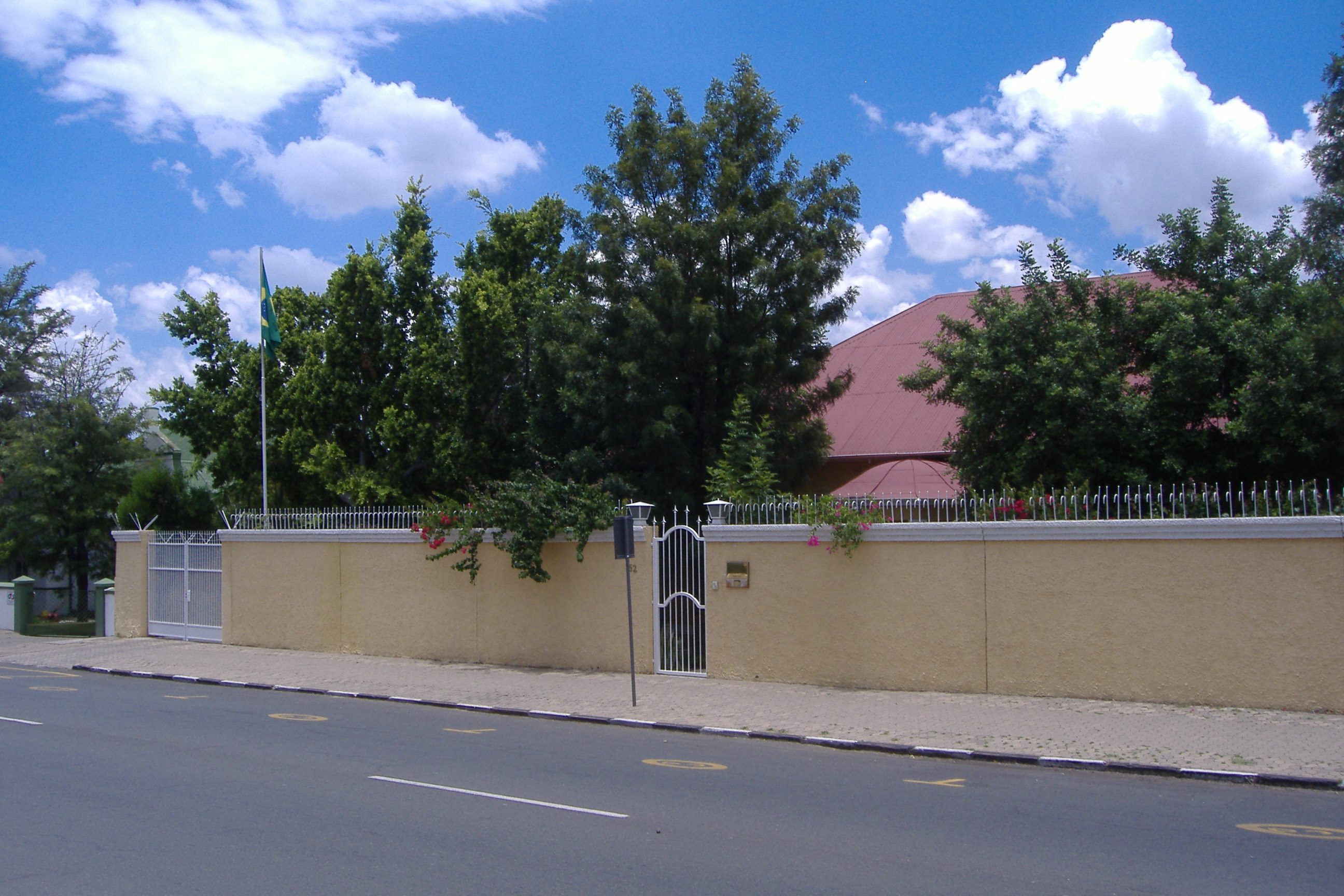
Sede da Embaixada do Brasil em Windhoek, na Namíbia

A carreira de oficial de chancelaria foi expressamente reconhecida como carreira típica de Estado, quando da definição desse conceito, pelo Ministério da Administração Federal e Reforma do Estado (MARE), por ocasião da Reforma do Estado por este empreendida.
São carreiras típicas de Estado aquelas "cujas atividades estão voltadas para as atividades exclusivas de Estado relacionadas com a formulação, controle e avaliação de políticas públicas e com a realização de atividades que pressupõem o poder de Estado" ("o poder de regulamentar, fiscalizar, fomentar"), de cujos exemplos cita-se "o serviço de emissão de passaportes", entre outros. Neste sentido, apesar de não haver, no Brasil, um marco legal amplo que defina quais carreiras são típicas de Estado, diversos estudos indicam que a carreira de oficial de chancelaria detém "os qualificativos necessários à sua classificação como responsáveis por atividades exclusivas de Estado, inequivocamente".
De fato, com a sanção da Lei nº 12.775, de 28 de dezembro de 2012, a transformação da natureza da estrutura remuneratória em subsídio (art. 1º) e a aplicação, aos integrantes da carreira, do regime de dedicação exclusiva - com o impedimento do exercício de outra atividade remunerada, pública ou privada, potencialmente causadora de conflito de interesses, ressalvado o exercício do magistério, havendo compatibilidade de horários (art. 8º) -, consagram definitivamente o reconhecimento da carreira de Oficial de Chancelaria como carreira típica de Estado.

## Deveres e proibições funcionais

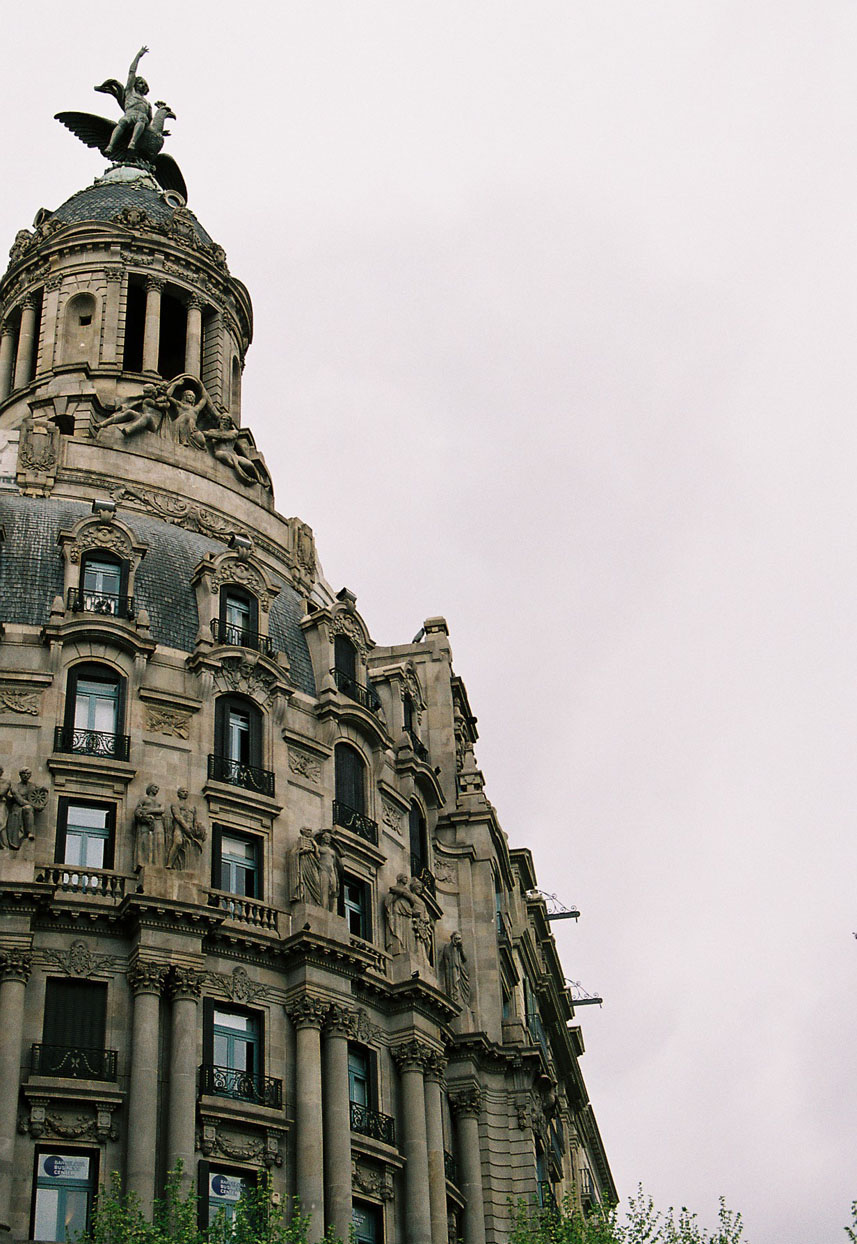
Sede do Consulado-Geral do Brasil em Barcelona

Além do regime de dedicação exclusiva, por exercer atividade típica de Estado, e dos deveres previstos no Regime Jurídico Único dos Servidores Públicos Civis da União, constituem deveres específicos do servidor do Serviço Exterior Brasileiro:
- Atender pronta e solicitamente ao público em geral, em especial quando no desempenho de funções de natureza consular e de assistência a brasileiros no exterior;
- Respeitar as leis, os usos e os costumes dos países onde servir, observadas as práticas internacionais;
- Manter comportamento correto e decoroso na vida pública e privada;
- Dar conhecimento à autoridade superior de qualquer fato relativo à sua vida pessoal, que possa afetar interesse de serviço ou da repartição em que estiver servindo;
- Solicitar, previamente, anuência da autoridade competente, na forma regulamentar, para manifestar-se publicamente sobre matéria relacionada com a formulação e execução da política exterior do Brasil.

Quando no exercício de função de chefia, no Brasil e no exterior, são deveres adicionais:
- Defender os interesses legítimos de seus subordinados, orientá-los no desempenho de suas tarefas, estimular-lhes espírito de iniciativa, disciplina e respeito ao patrimônio público;
- Exigir de seus subordinados ordem, atendimento pronto e cortês ao público em geral e exação no cumprimento de seus deveres, bem como, dentro de sua competência, responsabilizar e punir os que o mereçam, comunicando as infrações à autoridade competente; e
- Dar conta à autoridade competente do procedimento público dos subordinados, quando incompatível com a disciplina e a dignidade de seus cargos ou funções.

Ademais das proibições capituladas no Regime Jurídico Único dos Servidores Públicos Civis da União, ao servidor do Serviço Exterior Brasileiro é proibido:
- Divulgar, sem anuência da autoridade competente, informação relevante para a política exterior do Brasil, a que tenha tido acesso em razão de desempenho de cargo no Serviço Exterior Brasileiro;
- Aceitar comissão, emprego ou pensão de governo estrangeiro sem licença expressa do Presidente da República;
- Renunciar às imunidades de que goze em serviço no exterior sem expressa autorização da Secretaria de Estado;
- Valer-se abusivamente de imunidades ou privilégios de que goze em país estrangeiro; e
- Utilizar, para fim ilícito, meio de comunicação de qualquer natureza do Ministério das Relações  Exteriores.

Finalmente, o servidor do Serviço Exterior Brasileiro deverá solicitar autorização do Ministro de Estado das Relações Exteriores para casar com pessoa de nacionalidade estrangeira ou com pessoa empregada de governo estrangeiro ou que dele receba comissão ou pensão.

## Prerrogativas, garantias e imunidades
Além dos direitos e vantagens garantidos a todos os servidores públicos federais na Lei nº 8.112, de 11 de dezembro de 1990, aos servidores integrantes da carreira de Oficial de Chancelaria são asseguradas as seguintes prerrogativas:
- Uso dos títulos decorrentes do exercício do cargo ou função;
- Concessão de passaporte diplomático.[19]

Aplicam-se, ainda, aos integrantes da carreira de oficial de chancelaria, em exercício no exterior, em tudo quanto couber, a Convenção de Viena sobre Relações Diplomáticas, quando servindo em repartições diplomáticas, e a Convenção de Viena sobre Relações Consulares, quando servindo em repartições consulares (consulados-gerais, consulados, vice-consulados ou seções consulares de embaixadas).

## Ingresso
O ingresso na carreira somente ocorre por meio de concurso público, realizado em duas etapas, ambas de caráter eliminatório e classificatório, consistindo em:
- Prova de conhecimentos que incluirá exame escrito;
- Conclusão do Curso de Preparação à Carreira de Oficial de Chancelaria, com aulas e provas, em disciplinas inerentes às atribuições da carreira.

Os últimos concursos públicos de ingresso na carreira de oficial de chancelaria exigiram habilidades com língua portuguesa, línguas estrangeiras, Conhecimentos gerais, Direito - especialmente Direito Constitucional e Direito Administrativo -, Informática, Contabilidade, Raciocínio lógico e/ou Administração pública.
Dependerá de autorização do Ministro de Estado das Relações Exteriores a inscrição, em concurso para ingresso em Carreira do Serviço Exterior Brasileiro, de candidato casado com pessoa de nacionalidade estrangeira, ou com pessoa empregada de governo estrangeiro ou que dele receba comissão ou pensão.

## Distribuição e lotação

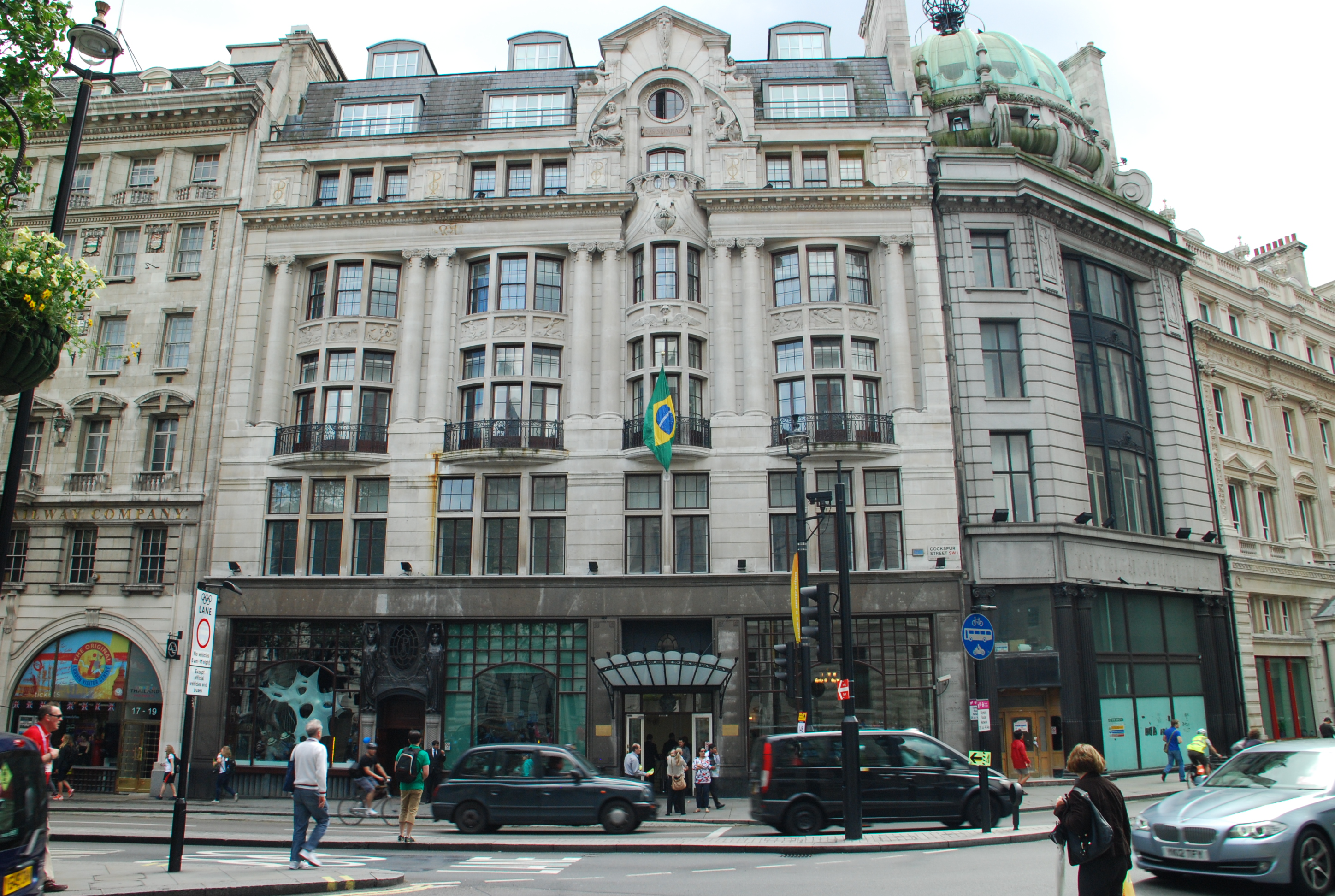
Sede da Embaixada do Brasil em Londres

A carreira de oficial de chancelaria era composta de mil servidores até a promulgação da Lei nº 12.601, de 23 de março de 2012, que criou mais 893 cargos, para provimento gradual a partir de 2011, totalizando 1.893 cargos de oficial de chancelaria no quadro de pessoal do Ministério das Relações Exteriores. Essa ampliação do quantitativo dos cargos da carreira permitiria a adequação da força de trabalho nos postos no exterior e a ampliação da capacidade de formulação, coordenação e supervisão da política externa a cargo do Ministério das Relações Exteriores. A Lei nº 12.601/2012, contudo, requer regulamentação, por meio de Decreto, que redefinirá o quantitativo de vagas em cada uma das classes da carreira de oficial de chancelaria, levando em consideração o número ampliado de vagas, para que estas possam ser efetivamente preenchidas por meio de concurso público. Há projeto de decreto tramitando junto ao Ministério do Planejamento, Orçamento e Gestão desde maio de 2012, com vistas a regulamentar a distribuição dos cargos criados pela Lei nº 12.601/2012.
Como os demais servidores do Serviço Exterior Brasileiro, o oficial de chancelaria servirá na Secretaria de Estado (sede do Ministério das Relações Exteriores, em Brasília), nos Escritórios Regionais do Itamaraty, localizados nas capitais de alguns estados brasileiros, e em postos do Itamaraty no exterior, como embaixadas, consulados-gerais e delegações do governo brasileiro junto a organismos e instituições internacionais. Os postos no exterior são classificados, para fins de movimentação de pessoal, em grupos A, B, C e D, segundo o grau de representatividade da missão, as condições específicas de vida na sede e a conveniência da administração.
Para a remoção para o exterior, o oficial de chancelaria deverá cumprir estágio inicial mínimo de dois anos de efetivo exercício na Secretaria de Estado.
O tempo de serviço no exterior varia de acordo com os critérios estabelecidos em Lei, mas normalmente é de dois a cinco anos em cada posto, com cada período no exterior não excedendo dez anos a doze anos e três postos. Não é obrigatório servir no exterior, mas desde 2010 o tempo de serviço no exterior passou a ser requisito para as promoções funcionais na carreira.

## Progressão e promoção funcional

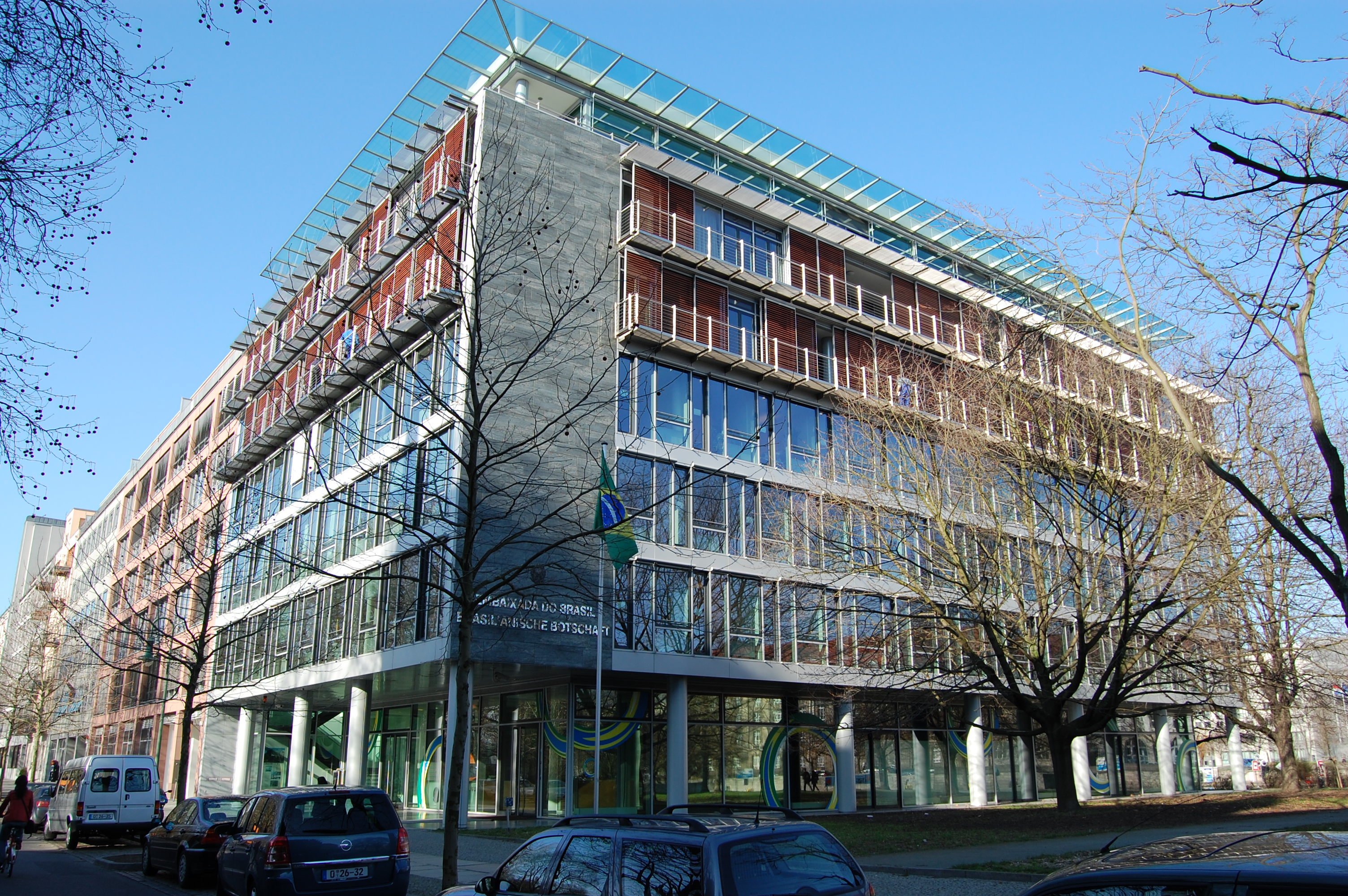
Sede da Embaixada do Brasil em Berlim.

A Lei nº 11.907/2009 define a estrutura da carreira de oficial de chancelaria em quatro classes e 20 padrões, enquanto o art. 13 e o Anexo do Decreto nº 1.565, de 21 de julho de 1995, com nova redação dada pelo Decreto nº 6.862, de 27 de maio de 2009 definem o quantitativo de cargos por classes. O ingresso é feito pela Classe A, Padrão I.
- Classe Especial (170 cargos) – Padrões I, II, III, IV e V (final da carreira);
- Classe C (200 cargos) - Padrões I, II, III, IV e V;
- Classe B (230 cargos) – Padrões I, II, III, IV e V;
- Classe A (400 cargos) – Padrões I, II, III, IV e V (início da carreira).

O interstício mínimo para a progressão de um padrão para outro é de doze meses, obedecendo critérios estabelecidos nos regulamentos aplicáveis. Progredindo até o último padrão de uma determinada classe e existindo vaga disponível em classe superior, o servidor pode ser promovido ao primeiro padrão dessa classe.
As promoções para classe superior observarão certas proporções no preenchimento de vagas por antiguidade e por merecimento, sendo que, neste último caso, há outros requisitos, como a conclusão, com aproveitamento, de cursos de aperfeiçoamento e tempo mínimo de efetivo exercício na carreira e de serviços prestados no exterior:
- Para a Classe B, quarenta por cento por antiguidade e sessenta por cento das vagas por merecimento, exigindo-se, no mínimo, seis anos de efetivo exercício na Carreira de Oficial de Chancelaria e ter sido habilitado no Curso de Atualização de Oficial de Chancelaria - CAOC;
- Para a Classe C, vinte por cento por antiguidade e oitenta por cento das vagas por merecimento, exigindo-se, no mínimo, doze anos de efetivo exercício na Carreira de Oficial de Chancelaria, dos quais um mínimo de seis anos de serviços prestados no exterior e ter sido habilitado no Curso de Capacitação de Oficial de Chancelaria - CCOC;
- Para a Classe Especial, a promoção será somente por merecimento, exigindo-se, no mínimo, vinte anos de efetivo exercício na Carreira de Oficial de Chancelaria, dos quais pelo menos dez anos de serviços prestados no exterior, e habilitação no Curso de Especialização de Oficial de Chancelaria - CEOC.

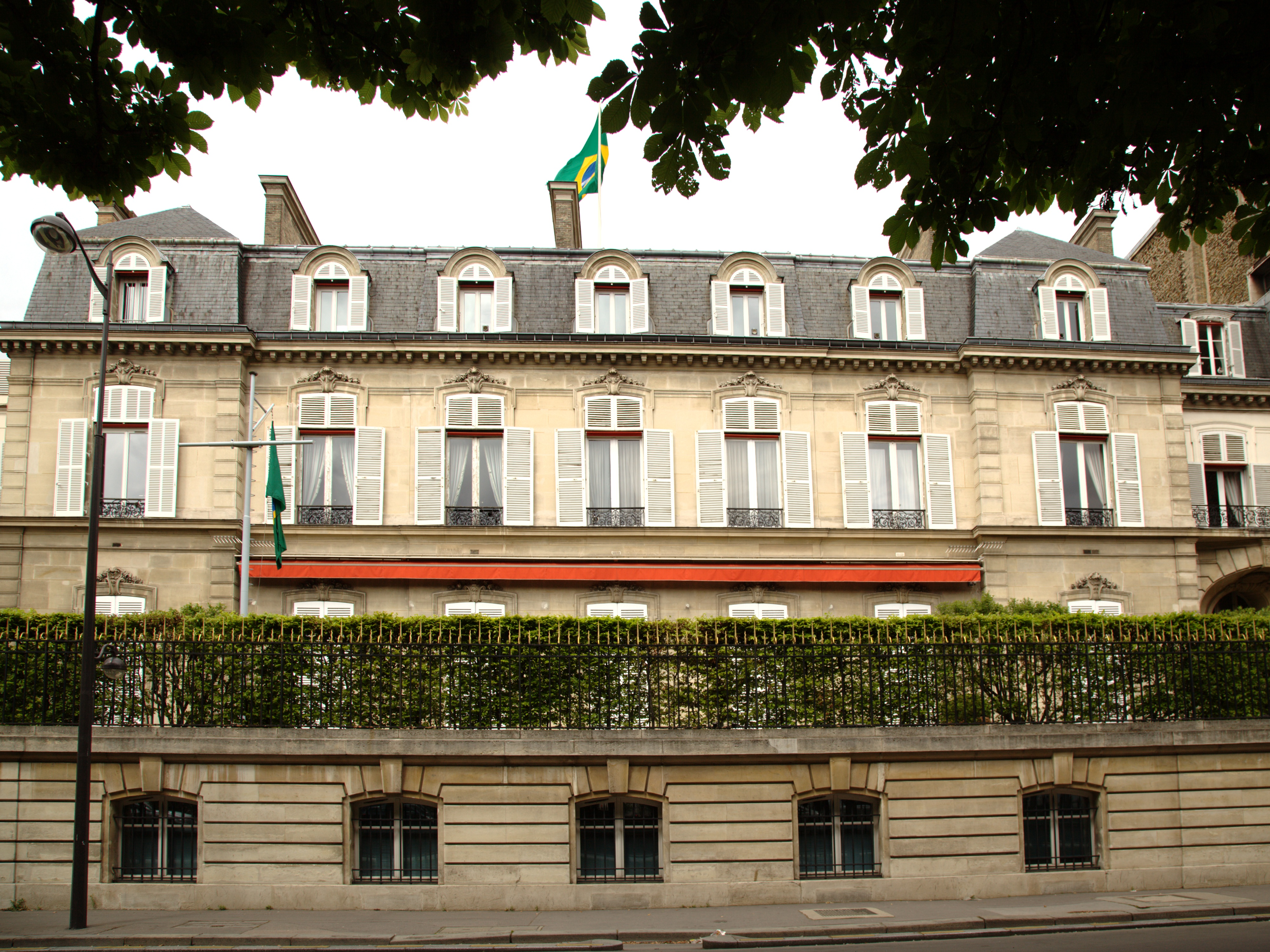
Sede da Embaixada do Brasil em Paris.

### Cursos de aperfeiçoamento para promoções
A Portaria n. 716, de 30 de novembro de 2010, do Subsecretário-Geral do Serviço Exterior, define a estrutura dos cursos de aperfeiçoamento, exigidos para as promoções na carreira de oficial de chancelaria:

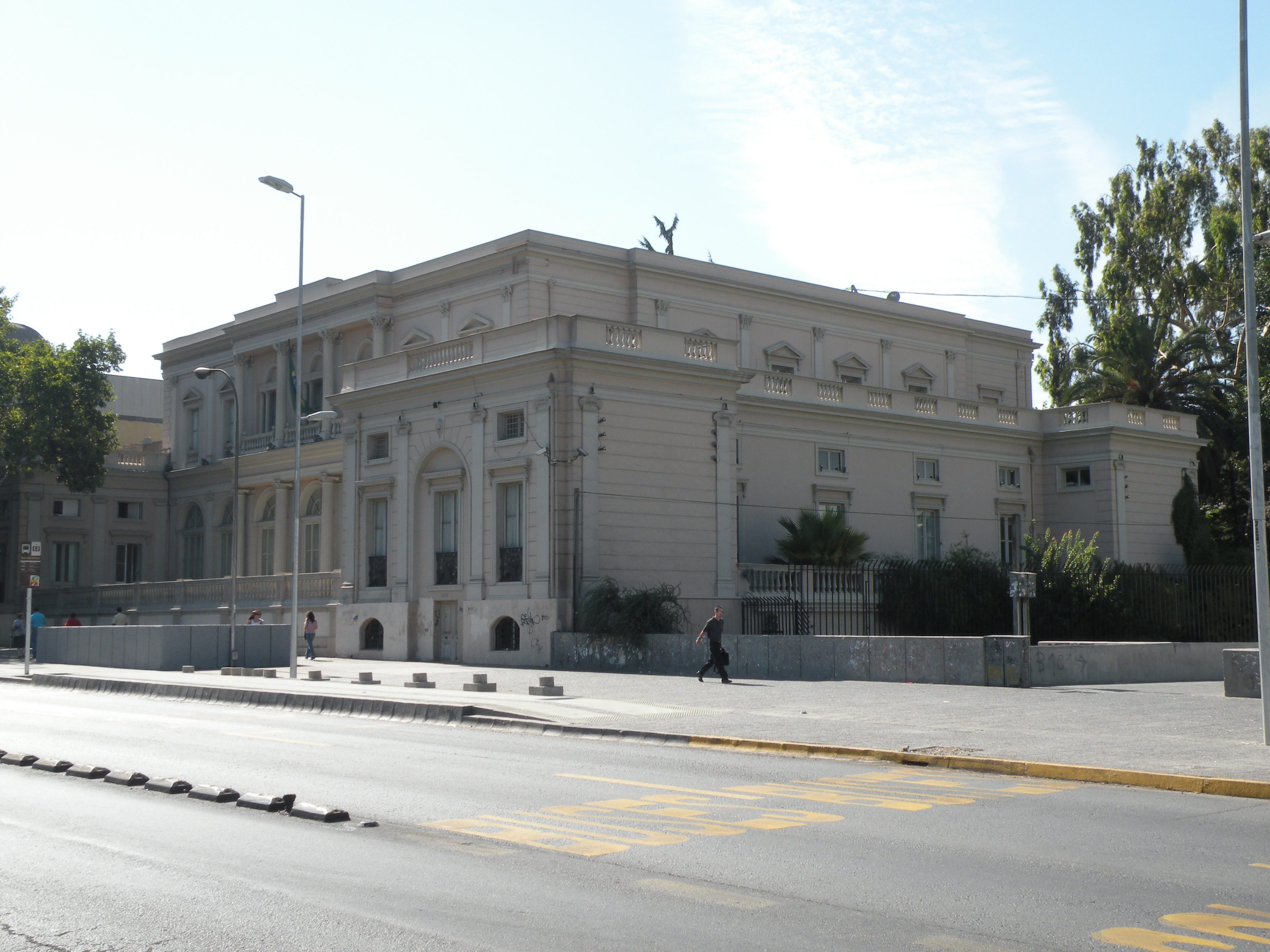
Palácio Errázuriz, sede da Embaixada do Brasil em Santiago do Chile.

#### Curso de Atualização de Oficial de Chancelaria - CAOC
O CAOC constitui-se de cinco módulos obrigatórios e independentes relativos às seguintes disciplinas:
- Administração e Execução Orçamentária e Financeira no Exterior;
- Gestão Documental;
- Assuntos Consulares;
- Patrimônio e Inventário;
- Comunicações.

O CAOC também será constituído por dois módulos optativos, de natureza obrigatória, a serem escolhidos entre as seguintes disciplinas:
- Difusão Cultural; ou
- Informática; ou
- Promoção Comercial; ou
- Cerimonial (privilégios, imunidades e protocolo).

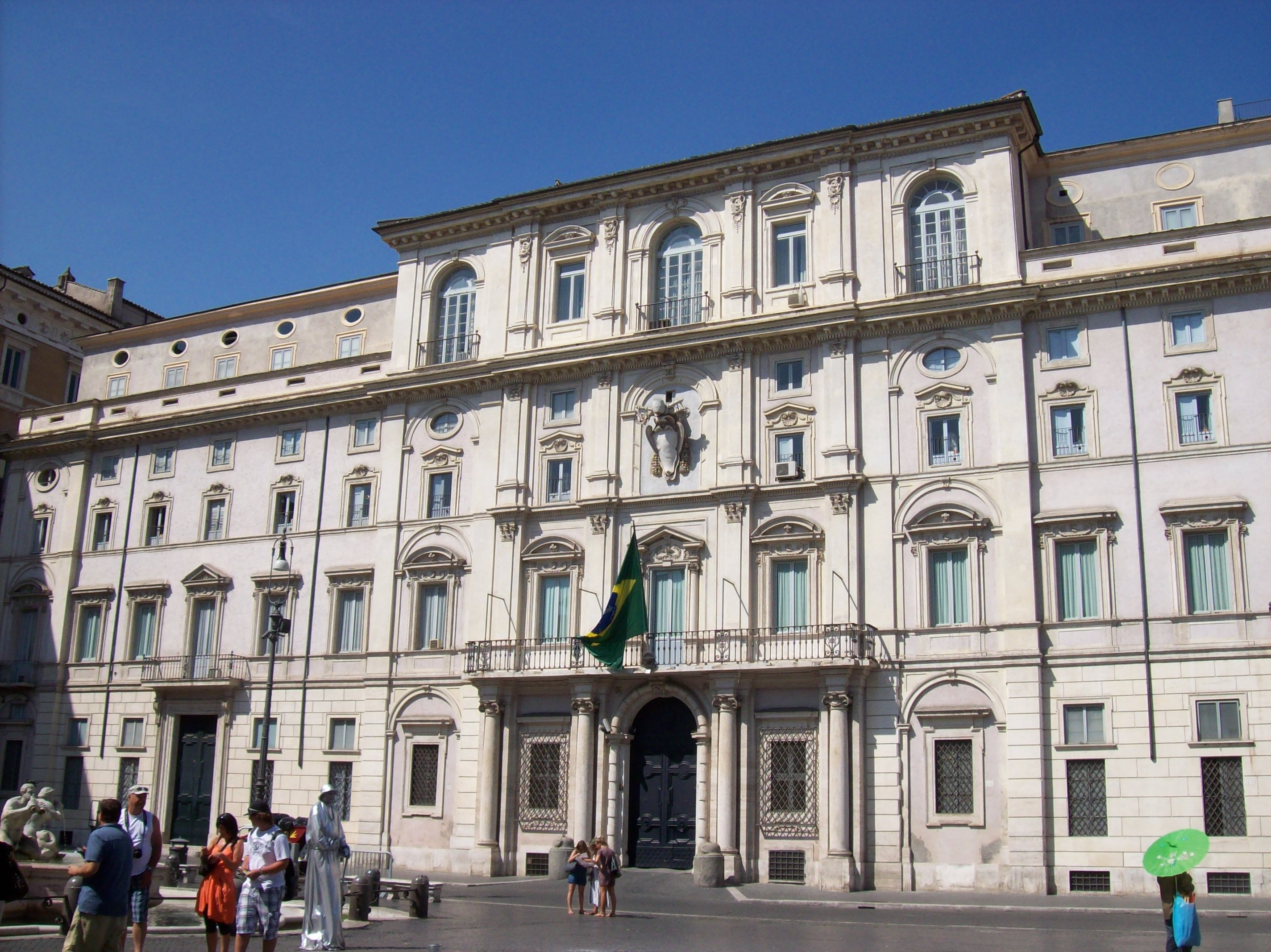
Palácio Pamphilj, sede da Embaixada do Brasil em Roma.

#### Curso de Capacitação de Oficial de Chancelaria - CCOC
O CCOC constitui-se de seis módulos obrigatórios e independentes relativos às seguintes disciplinas:
- Questões Internacionais Contemporâneas;
- Organização do Serviço Público Brasileiro;
- Administração Orçamentária, Financeira e Contratual;
- Ética na Administração Pública;
- Assuntos Consulares; e
- Informática.

O CCOC também será constituído por um módulo optativo, de natureza obrigatória, a ser escolhido entre as seguintes disciplinas:
- Promoção Comercial; ou
- Cerimonial; ou
- Difusão Cultural e Divulgação da imagem do Brasil.

#### Curso de Especialização de Oficial de Chancelaria - CEOC
O Curso de Especialização de Oficial de Chancelaria (CEOC) compõe-se da elaboração de monografia sobre rotinas técnicas, administrativas e consulares aplicadas na Secretaria de Estado e nos Postos no exterior.
Preferencialmente, a monografia deverá analisar aspectos relacionados aos processos técnicos e administrativos aplicados, na Secretaria de Estado ou no Exterior, oferecendo contribuição para sua inovação ou aperfeiçoamento. Todas as monografias serão avaliadas por uma Banca Examinadora, integrada por três servidores do Serviço Exterior Brasileiro qualificados.

### Limitadores atuais à promoção
Há, atualmente, profunda carência de vagas nas classes B, C e Especial da Carreira, mesmo para servidores que já cumpriram os requisitos para a promoção. Há notícias da Associação Nacional dos Oficiais de Chancelaria do Serviço Exterior (ASOF) de que, desde 1998, quase 200 servidores aguardam a existência de vaga para serem promovidos à Classe Especial e que, em 2010, havia apenas 26 vagas na classe "B" para 150 oficiais de chancelaria da classe "A", e de apenas 5 vagas na classe "C" para 129 oficiais de chancelaria da classe "B", o que gera recorrente e profunda insatisfação entre os membros da carreira.
Como paliativo a essa situação, por ocasião da tramitação legislativa da Medida Provisória n. 359/2007, foi apresentada Emenda Aditiva visando atribuir gratificações sobre o valor do vencimento básico àqueles servidores integrantes da carreira de oficial de chancelaria que houvessem sido aprovados nos cursos de aperfeiçoamento. Contudo, tal Emenda não foi contemplada na redação final da Lei n. 11.501/2007, que resultou da conversão da referida Medida Provisória. Houve também tentativa de solução, pelo menos parcial, do quadro apresentado, por meio da apresentação da Emenda Aditiva n. 38 ao Projeto de Lei n. 5918/09, na Comissão de Trabalho, Administração e Serviço Público da Câmara dos Deputados, que previa a criação de um quadro especial da carreira - nos mesmos moldes do Quadro Especial da carreira de Diplomata, criado em 1980 - e a transferência a ele, de ofício, de oficiais de chancelaria que houvessem completado determinada idade em certa Classe da carreira ou houvessem completado certo decurso de tempo sem promoção funcional à Classe imediatamente superior, possibilitando a renovação dos quadros e a promoção de integrantes mais jovens da carreira. Entretanto, tal Emenda foi rejeitada no Parecer do Relator.
A regulamentação, por meio de Decreto, da Lei nº 12.601/2012, que criou 893 vagas na carreira de oficial de chancelaria, tende a solucionar o problema mencionado, pois as novas vagas seriam distribuídas entre as quatro classes da carreira. Conforme mencionado anteriormente, o projeto de Decreto encontra-se tramitando junto ao Ministério do Planejamento, Orçamento e Gestão desde maio de 2012.

## Remuneração

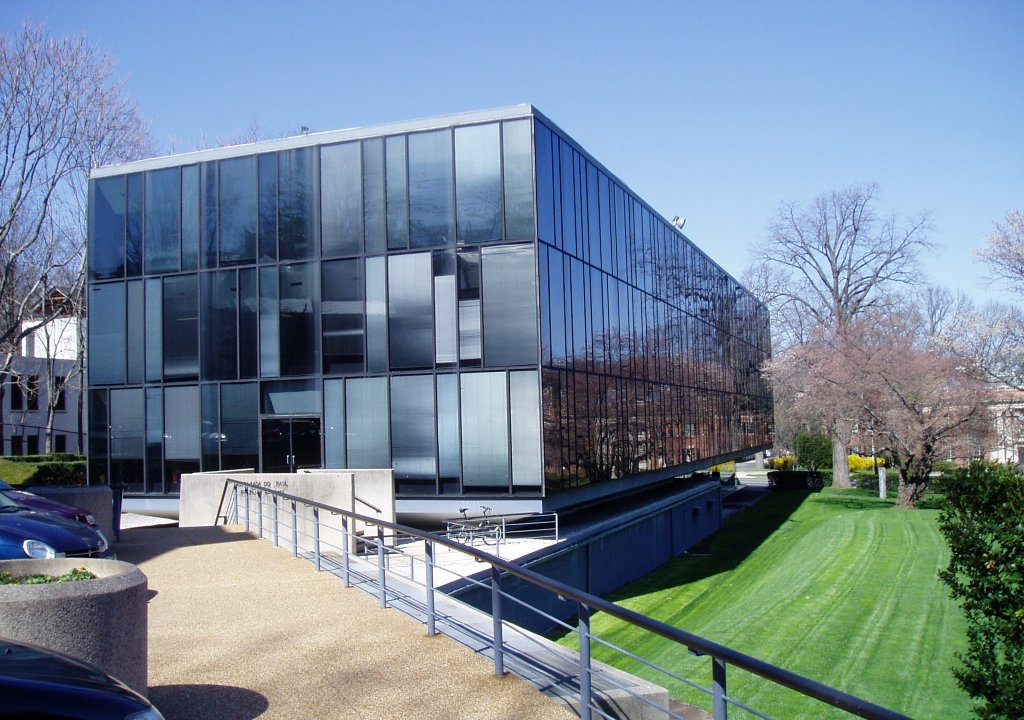
Sede da Embaixada do Brasil em Washington

O oficial de chancelaria recebe, nos termos do disposto no Regime Jurídico Único dos Servidores Públicos Civis da União, treze remunerações anuais (doze mensais e mais uma gratificação natalina, correspondente a um doze avos da remuneração a que o servidor fizer jus no mês de dezembro, por mês de exercício no respectivo ano, recebida 50% em julho e 50% em dezembro), além de um terço da remuneração do período das férias, a título de adicional de férias, perfazendo o total de 13,33 salários ao ano.
Com a sanção da Lei nº 12.775, de 28 de dezembro de 2012, a partir de 1º de janeiro de 2013, os integrantes da carreira de oficial de chancelaria passaram "a ser remunerados exclusivamente por subsídio, fixado em parcela única, vedado o acréscimo de qualquer gratificação, adicional, abono, prêmio, verba de representação ou outra espécie remuneratória" (art. 1º), cujos valores estão fixados, até 1º de janeiro de 2015, no seu Anexo I.
A transformação da natureza da estrutura remuneratória anterior - que era composta de uma parcela fixa, denominada vencimento básico, e de uma parcela variável, denominada Gratificação de Desempenho de Atividades de Chancelaria (GDACHAN) - em subsídio foi um dos principais pleitos dos integrantes da carreira durante a inédita greve desencadeada em meados de 2012. A paralisação foi suspensa quando houve sinalização do governo federal de que atenderia tal pleito.
A Exposição de Motivos do projeto de lei que promove a referida transformação explica-a como "uma forma de dar aos servidores do Quadro de Pessoal Efetivo do Serviço Exterior Brasileiro tratamento isonômico, no que concerne a natureza da estrutura remuneratória, uma vez que, desde 2008, tal arquitetura remuneratória já se aplica à Carreira de Diplomata" e explica duas vantagens da adoção do subsídio como espécie de remuneração: "a simplificação e a transparência que traz ao sistema remuneratório" e "a harmonização interna das remunerações, uma vez que deixam de existir grupos dentro das Carreiras que percebem salários diferenciados, em função de adicionais incorporados que já foram extintos, o que sempre alimenta divisões internas". No tocante às demais medidas, a Exposição de Motivos explica que "buscam suprir demanda da Administração Pública Federal por pessoal especializado e proporcionar aos servidores a valorização de suas remunerações" e que o "objetivo é atrair e reter profissionais de alto nível de qualificação, compatíveis com a natureza e o grau de complexidade das atribuições das carreiras objeto da proposta".

## Estatísticas e perfil dos oficiais de chancelaria

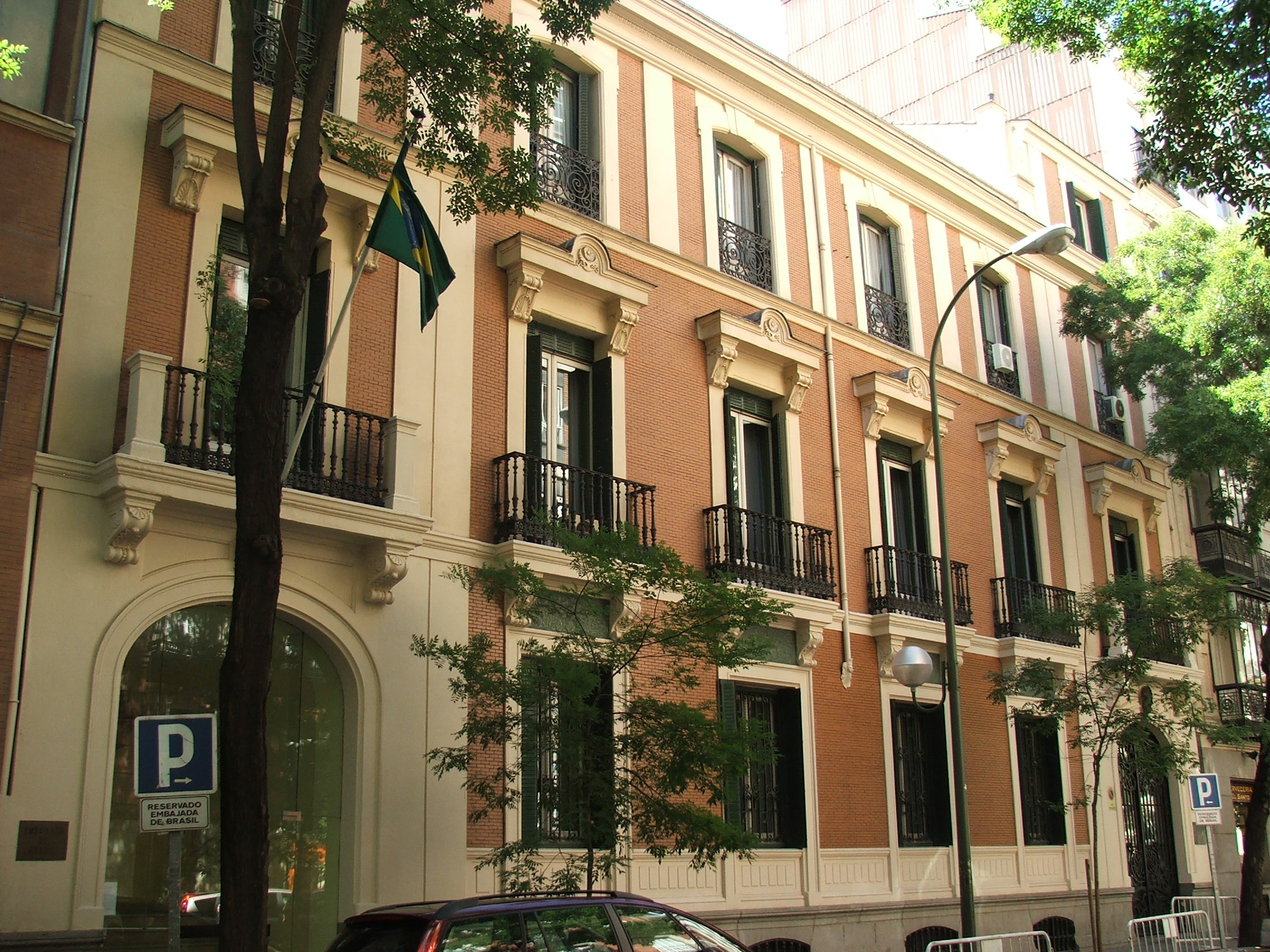
Sede da Embaixada do Brasil em Madri

De acordo com o Boletim de Pessoal nº 216, do Ministério do Planejamento, Orçamento e Gestão, de abril de 2014, havia 866 oficiais de chancelaria em exercício, 54,6% dos quais mulheres, e 416 oficiais de chancelaria aposentados.
Considerando a lotação atual de 1.893 cargos na carreira, a lotação atual efetiva é de apenas 45,7% dos cargos e, portanto, o deficit de oficiais de chancelaria é da ordem de 54,3%, o que levou a ASOF - Associação Nacional dos Oficiais de Chancelaria a declarar, em junho de 2013, a possibilidade de um "apagão consular".
A distribuição etária na carreira, segundo o Boletim de Pessoal acima citado, é da seguinte forma:
- Até 30 anos: 7,5%
- De 31 a 40 anos: 31,9%
- De 41 a 50 anos: 24,7%
- De 51 a 60 anos: 19,9%
- Mais de 60 anos: 16,1%

O quantitativo de servidores que ingressaram na carreira, segundo o documento mencionado, com base em dados do Sistema Integrado de Administração de Recursos Humanos (SIAPE), do governo federal, varia de ano a ano, sendo maior nos anos em que houve concurso público para o cargo:

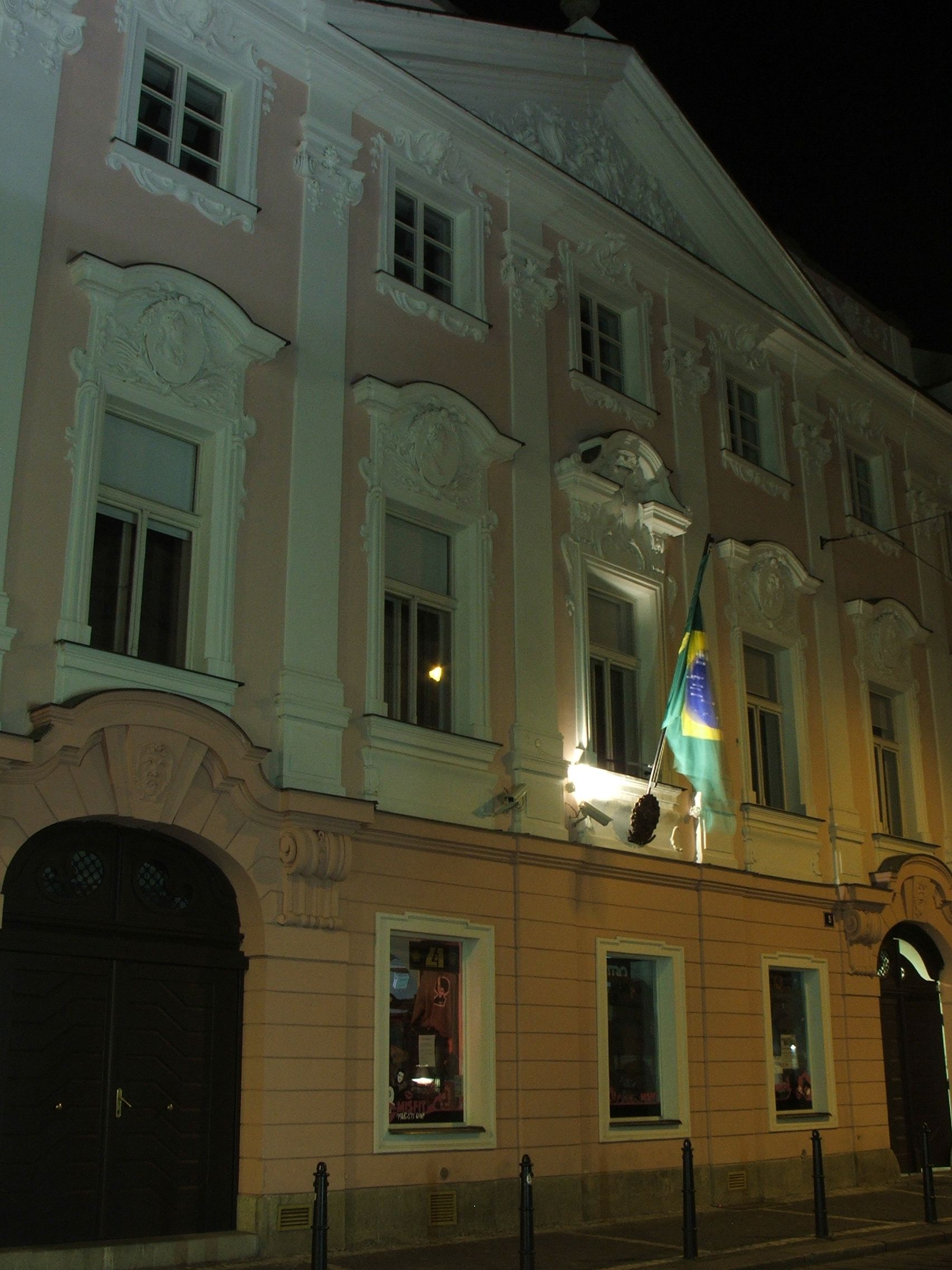
Palácio Neuberk, sede da Embaixada do Brasil em Praga.

| Ano             | Ingressos | Média etária |
| --------------- | --------- | ------------ |
| 1995            | 5         | 51           |
| 1996            | 41        | 37           |
| 1998            | 131       | 36           |
| 1999            | 2         | 31           |
| 2005            | 186       | 29           |
| 2006            | 3         | 31           |
| 2007            | 99        | 28           |
| 2009            | 225       | 29           |
| 2010            | 71        | 31           |
| 2011            | 7         | 30           |
| 2012            | 36        | 30           |
| 2013            | 7         | 30           |
| Total           | 813       | -            |
| Média ponderada | -         | 30,8         |

## Oficiais de chancelaria ilustres
O Itamaraty me propiciou a possibilidade de fazer a minha primeira viagem internacional, que, certamente, foi um divisor de águas na minha vida. Se hoje me considero um comparatista, devo a essa experiência, ao fato de, muito jovem, ter ido viver fora do Brasil, é claro. Desde então, nunca mais parei com este tipo de experimentação intelectual, de conhecer outras culturas e tentar, de alguma forma, fazer com que isso influencie o meu trabalho.

Joaquim Barbosa, Sabatina no Senado Federal (2003)
- Joaquim Barbosa, jurista e ministro do Supremo Tribunal Federal, foi aprovado no concurso público de 1976 e foi oficial de chancelaria entre novembro de 1976 a abril de 1980. Serviu na Embaixada do Brasil em Helsinki, Finlândia, em 1978, tendo atuado na área de assistência consular a brasileiros no exterior.[45][46]
- Gilmar Mendes, jurista e ministro do Supremo Tribunal Federal, foi oficial de chancelaria entre 1976 a 1982. Serviu na Embaixada do Brasil em Bonn, entre 1979 e 1982 e, após, foi transposto para o cargo de Assistente Jurídico, como Chefe da Seção de Consulta-Geral do Serviço de Legislação da Divisão de Pessoal do Ministério das Relações Exteriores, entre outubro de 1982 e setembro de 1985.[47][48][49]

## Carreiras correlatas em outras chancelarias
- Na Alemanha a carreira gehobenen Auswärtigen Dienst do Auswärtiges Amt;
- Na Bolívia, a carreira de Oficial de Cancillería do Ministerio de Relaciones Exteriores;
- No Canadá, a carreira Management Consular Officer do Departamento de Negócios Estrangeiros e Comércio Internacional;
- No Chile, a carreira de Canciller do Ministerio de Relaciones Exteriores;
- Na Dinamarca, a carreira de Kontorfunktionær (que pode chegar a Sagsbehandler e ser removido como Attaché (Adido)) do Udenrigsminisiteriet
- Na Espanha, a carreira de Canciller do Ministerio de Asuntos Exteriores y de Cooperación;
- Nos Estados Unidos, as carreiras de Foreign Service Officers e de Foreign Service Specialists do Departamento de Estado;
- Na Itália, as funções públicas de Commissario e de Vice comissario (nas categorias amministrativo, consolare e sociale; economico-finanziario e commerciale; ou tecnico, informatico e delle telecomunicazioni), bem como de Cancelliere (nas categorias amministrativo; contabile; economico-finanziario e commerciale; ou tecnico, informatico e delle telecomunicazioni) do Ministero degli Affari Esteri (Farnesina);
- Na Noruega, a carreira de Kansellist do Utenriksdepartementet;
- No Reino Unido da Grã-Bretanha e Irlanda do Norte, as carreiras de Executive Assistants (A2) e de Operational Officers (B3) do Foreign and Commonwealth Office;
- No Uruguai, a carreira de Oficial de Cancillería do Ministerio de Relaciones Exteriores.